# 艾窩窩

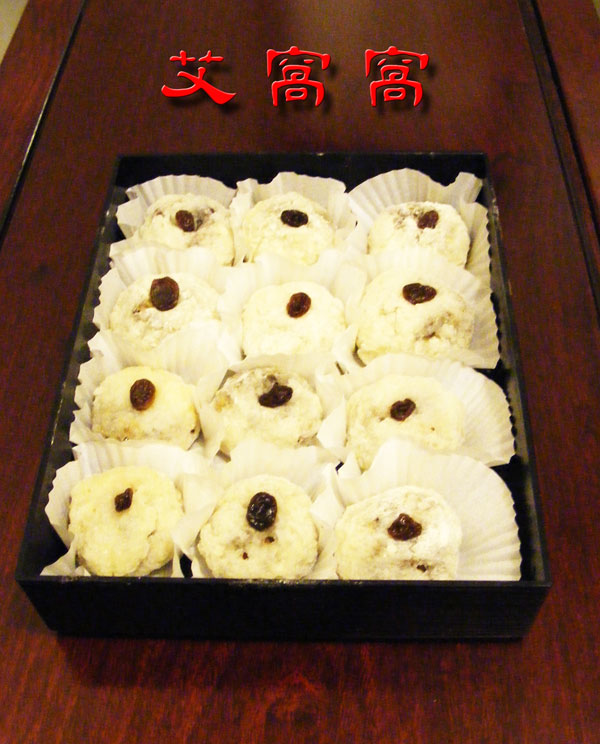
艾窩窩は北京の伝統的な菓子である。

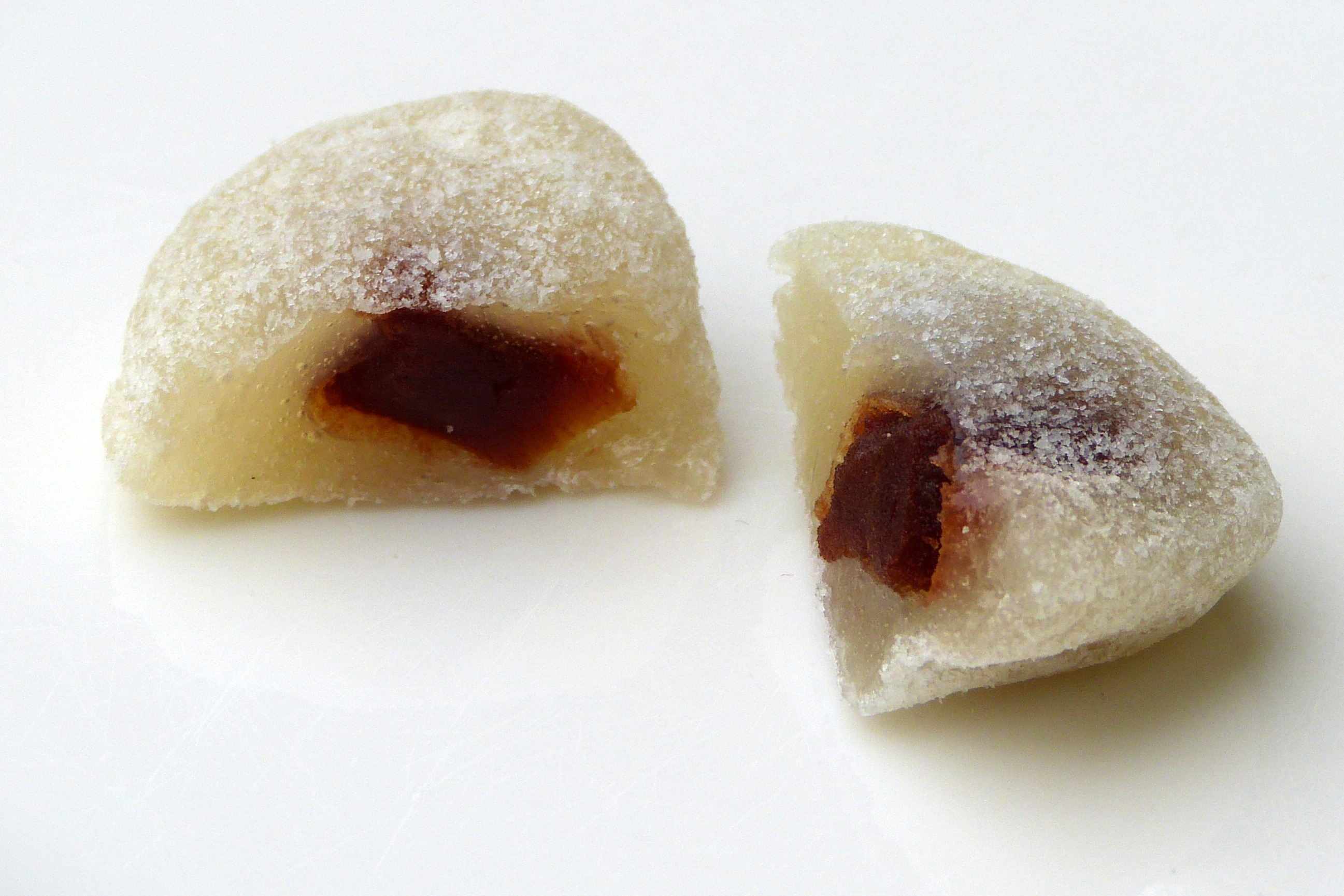
艾窝窝の中身を割ったもの

艾窩窩 (がいかか、アイウォウォ、中国語:艾窩窩; 拼音: àiwōwo) は、中国・北京の伝統的な菓子である。

## 概要
艾窝窝は雪のような白色で、形状は球状を呈しているなど、見た目は雪玉に似ている。外皮は、蒸した強力粉の上にもち米を転がして作られており、柔らかく粘り気がある。中に詰める餡は砂糖や胡麻、杏、梅、ヤム芋など、甘いものならどんんな材料でも構わない。餡を詰めた後、艾窝窝を平たくすることが多い。甘みの強い艾窝窝に若干の酸味を加えるため、サンザシを乗せることもある。

## 歴史
艾窝窝は明の万暦年間に名が知られるようになった。17世紀の小説『金瓶梅』では、第7章にて艾窝窝の記録がある。明朝の皇帝一族に起こった様々な出来事について記した本である『酌中志』では、皇族の間で艾窝窝が存在することが書かれている。
清朝期、第6代皇帝であった乾隆帝の側室である香妃は、宮中の料理に飽きていた。香妃が宮殿に入る前に新疆出身の夫がいたことを聞いた乾隆帝は、夫に香妃のために菓子を作るよう命じ、夫は自身の出身である回族の文化を取り入れた菓子を作った。香妃はその菓子を大変好み、乾隆帝は夫にその菓子を毎日献上するよう命じた。次第にその菓子は紫禁城内、そして北京の街でも人気を博すようになった。ある宦官が夫の名前を尋ねると、夫は「アイ・メティ」と答えた。その姓にちなみ、乾隆帝はこの菓子を「艾窩窩」と呼ぶようになった。「窩窩」は中国語で「椀状のペイストリー」の意である。「艾」に関しては、ただ夫の姓であったのみならず、伝統的な中国語では高齢者に対する敬称にも用いられる。当時、乾隆帝はしばしば"Yu Ai Wo Wo” （「例の菓子を朕に献上せよ」の意）と言っていたが、その表現が変化して「艾窝窝」（Ai Wo Wo）と呼ばれるようになった。
今では、艾窝窝は伝統的に回族料理の料理店で製造、販売されており、旧正月の時期から晩夏や初秋の時期まで入手可能である。旧正月が来ると、艾窝窝は同じく粘々とした食感である年糕と共に食されることが多い。また、中国語には「年年高」という諺があるが、これは「年々良くなってゆく」という意味でもある 。

## 効用
艾窩窩には体の内側を補い気を増やす効果があり、脾胃の機能を高めるとする考え方がある。